# Altoona (Waszyngton)
Altoona – jednostka osadnicza w Stanach Zjednoczonych, w stanie Waszyngton, w hrabstwie Wahkiakum.